# سیتی‌هال نیویورک

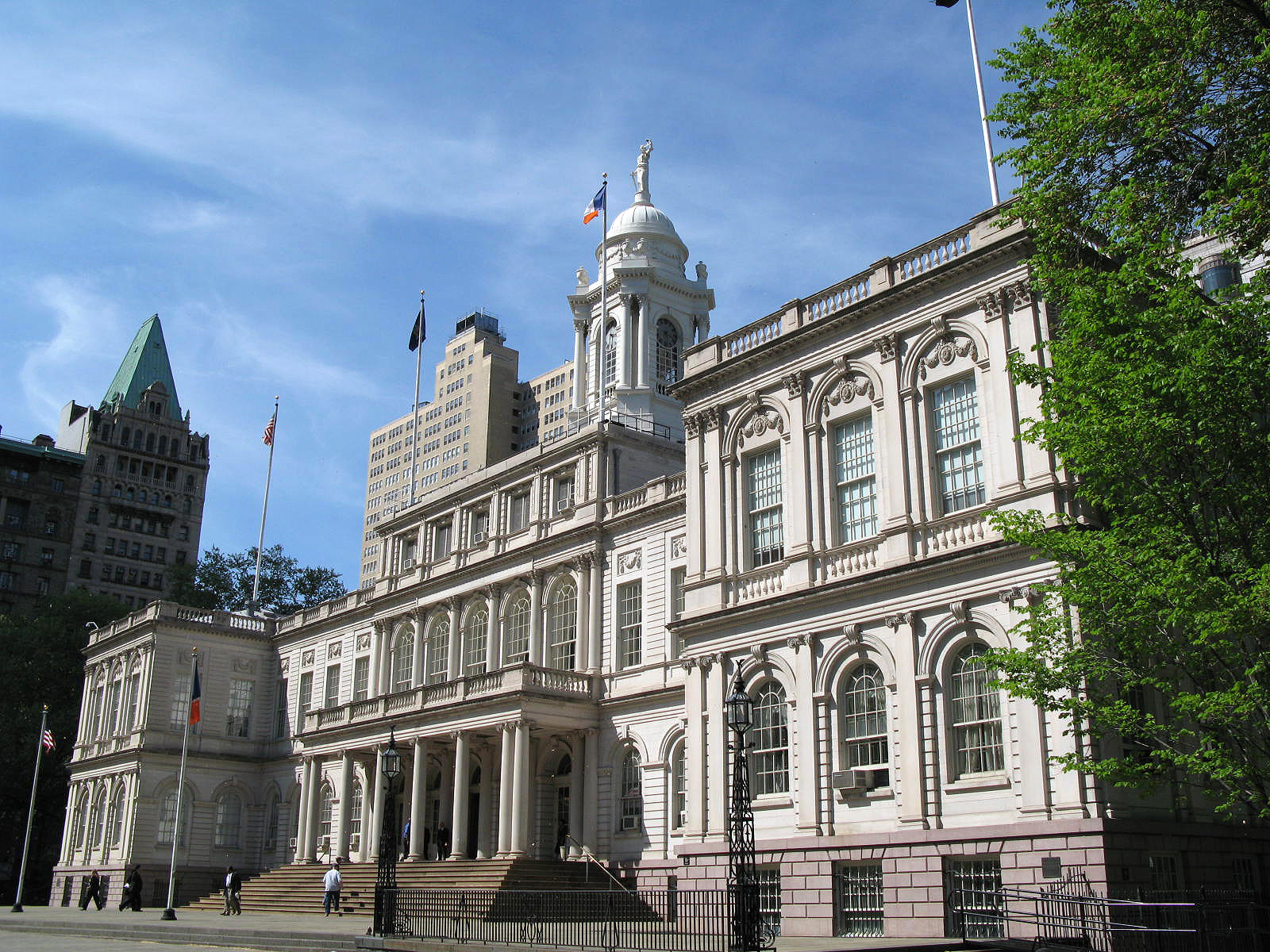
تالارشهر نیویورک

نیویورک سیتی هال (به انگلیسی: New York City Hall) یک سیتی‌هال در ایالات متحده آمریکا است که در منهتن واقع شده‌است و محل کار شهردار نیویورک سیتی می‌باشد.